# Beverly Hills
Beverly Hills je město v okresu Los Angeles ve Spojených státech, které je ze tří světových stran obklopeno stejnojmennou metropolí. Na východě sousedí s městem West Hollywood a losangeleskou čtvrtí Beverly Grove, na jihu se čtvrtí Pico-Robertson, na západě s Westwood a na severu s Beverly Crest a Hollywood Hills West.
Na místě, kde tehdy stála fazolová farma, se skupina investorů po roce 1900 rozhodla hledat ropu. Ropu v obchodně využitelném množství nenašli, nalezeny ale byly vydatné vodní prameny. Vzhledem k tomu se podnikatelé v roce 1906 rozhodli rozprodat zájemcům pozemky, aby mohla vzniknout nová osada. Ta v roce 1914 obdržela městská práva. 
V roce 2013 žilo v Beverly Hills přes 34 500 obyvatel, rozloha města je 14,8 km². Město má pravděpodobně nejznámější poštovní adresu na světě, a sice 90210. Beverly Hills je také domovem mnoha celebrit.
Beverly Hills spolu s městem West Hollywood a dvěma čtvrtěmi velkoměsta Los Angeles (Bel-Air a Holmby Hills) patří do „platinového“ trojúhelníku (Platinum Triangle); jedné z nejbohatších oblastí Kalifornie, respektive celých USA.

## Historie

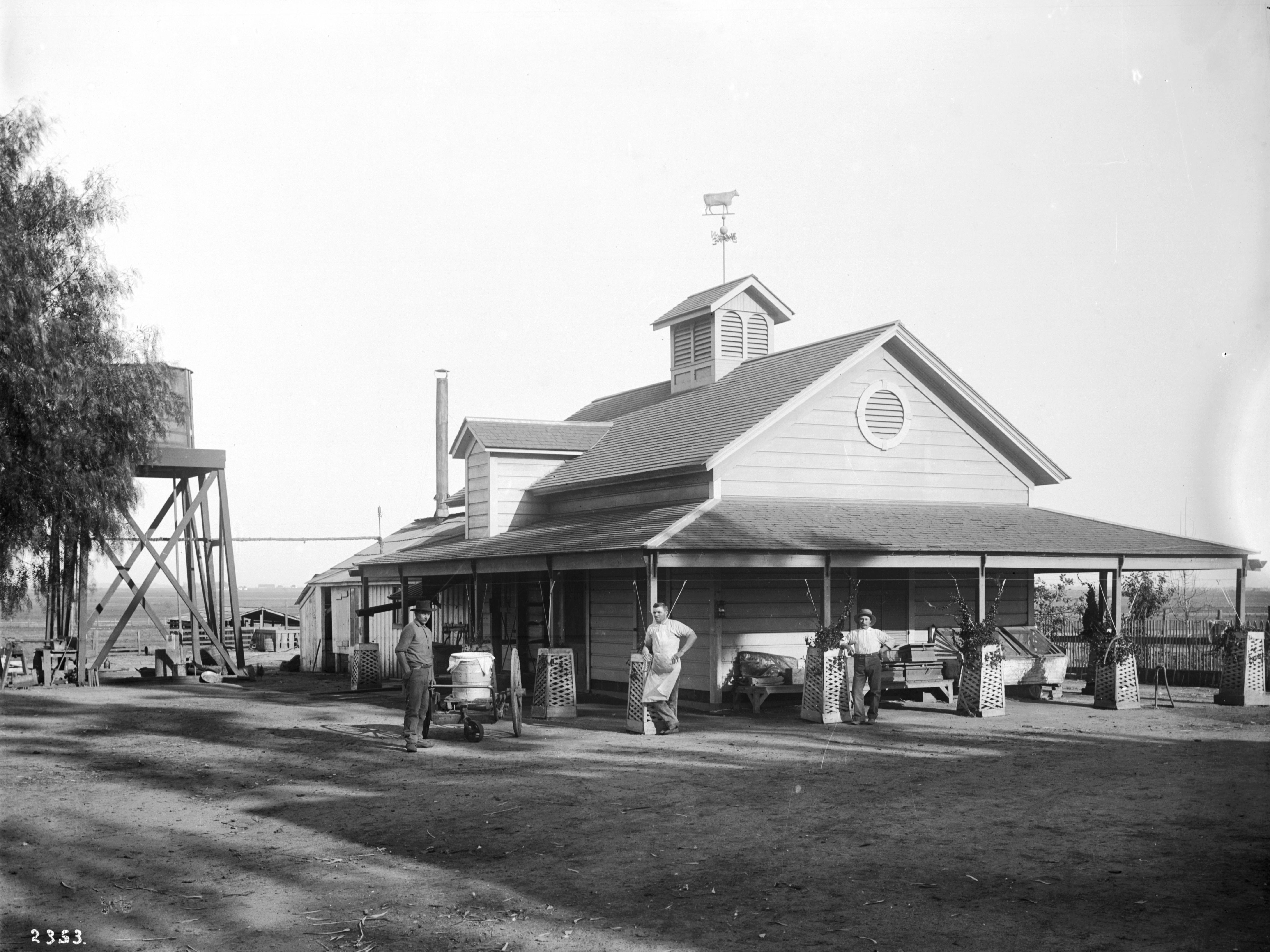
Hammel and Denker Ranch, cca 1905

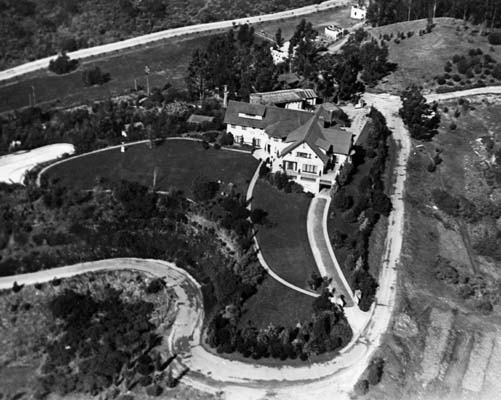
Vila Pickfair kolem roku 1922

První Evropan zavítal do této oblasti v  létě roku 1769. O téměř 50 let později se zde usadila Mexičanka Maria Rita Quinteros de Valdez se svým manželem. Svůj pozemek o výměře 18 km² nazvali Rancho Rodeo de las Aguas, což naznačovalo, že na ranči byli chováni koně nebo býci pro rodeo a na pozemcích se nacházely bohaté prameny vody. Roku 1854 byl ranč prodán náměstkovi starosty Los Angeles, Benjaminu Davisu Wilsonovi. Po prodeji byl celý pozemek rozporcován na menší parcely, každá z nich o výměře 0,30 km² (30 hektarů). Většinu z parcel skoupili obchodní partneři Henry Hammel a Andrew H. Denker. Na pozemcích pak ve velkém pěstovali fazole. Jejich farma se tehdy nazývala Hammel and Denker Ranch, a zajímavostí je, že již roku 1888 zde plánovali vybudovat město, které se mělo jmenovat “Morocco“.
Roku 1900 skupina devíti obchodníků, mezi nimi William G. Kerckhoff, založila těžební společnost Amalgamated Oil Company. Tato skupina koupila všechny pozemky farmy Hammel and Denker Ranch od dědiců obou podnikatelů a začala na těchto pozemcích hledat ropu. Nenašli však dostatečné množství ropy pro úspěšné komerční využití, proto v roce 1906 zorganizovali společnost Rodeo Land and Water Company. Celou oblast rozdělili na menší parcely, které následně začali prodávat. Později bylo toto místo přejmenováno na Beverly Hills, přičemž první část názvu byla zvolena po stejnojmenném městě ve státě Massachusetts, druhá po blízkých kopcích. První budova na jedné z těchto parcel byla postavena v roce 1907.
Beverly Hills byla jednou z mnoha tehdy budovaných osad, v nichž směli žít pouze lidé bílé pleti. Omezující smlouva zakazovala vlastnictví jakékoliv nemovitosti na místních pozemcích lidem jiné než bílé pleti. Taktéž bylo zakázáno prodávat dům či parcelu Židům.
Jeden ze skupiny devíti podnikatelů, Burton Green, začal roku 1911 se stavbou velkého hotelu, který nazval The Beverly Hills Hotel. Dokončen a otevřen byl hotel o rok později, což vedlo k nastartování opětné vlny prodeje parcel a nemovitostí. Už roku 1914 měla osada Beverly Hills tolik obyvatel, že byla úředně uznána jako samosprávné město. Ve stejném roce se rozhodli vlastníci společnosti Rodeo Water and Land Company oddělit obchod s pozemky od obchodování s vodou.
Roku 1919 se na bulváru Summit Drive začala stavět luxusní vila filmových herců Douglase Fairbankse a Mary Pickfordové. Dokončena byla o dva roky později; od novinářů dostala přezdívku “Pickfair“.
Počátkem 20. let 20. století vzrostla populace Beverly Hills natolik, že se zásoby vody staly politickou záležitostí. Roku 1923 se naskytlo řešení, a sice připojení k městu Los Angeles. Proti připojení byli jak slavní herci, kteří zde měli své vily, tak i městská rada, takže z tohoto řešení sešlo.
Roku 1928 byl ve městě otevřen hotel Beverly Wilshire Apartment Hotel (dnes se jmenuje Beverly Wilshire Hotel) na Wilshire Boulevard. V dubnu 1931 byla otevřena současná městská radnice.
Začátkem 40. let se mnozí černošští herci a podnikatelé navzdory zákazu začali stěhovat do Beverly Hills. Kvůli tomu se místní bílé obyvatelstvo dožadovalo dodržování stále platného smluvního zákazu u soudu. Mezi obžalovanými byly mimo jiných také herečky Hattie McDaniel, Louise Beavers a Ethel Waters. Národní asociace pro rovnoprávnost barevných obyvatel (National Association for the Advancement of Colored People) se postavila na obranu obžalovaných, a jak oni tak asociace byli úspěšní. Nejvyšší soud Spojených států v roce 1948 rozhodl, že městské smlouvy, v níž se zvýhodňovali bílí obyvatelé, jsou nevymahatelné a neplatné. Tento proces má název Shelley vs. Kraemer podle obdobného případu, kdy afroamerická rodina jménem Shelley se rozhodla koupit dům v St. Louis, kde rovněž tehdy platila smlouva, která znemožňovala vlastnictví pozemků osobám černé pleti. Rodina Shelleyových se soudila s mužem jménem Kraemer. Soud dospěl k závěru, že dotyčná smlouva byla čistě soukromým ujednáním původních obyvatel, a nemůže být uznána jako všeobecně závazná a právně vymahatelná. Tento rozsudek přinesl analogické vyřešení sporů o vlastnictví pozemků v Beverly Hills.
Roku 1956 koupil podnikatel Paul Trousdale pozemky v okolí Doheny Ranch. Během několika let tu vybudoval komplex Trousdale Estates a přesvědčil městskou radu Beverly Hills o připojení komplexu k městu. Mezi rezidenty tohoto komplexu svého času patřili Elvis Presley, Frank Sinatra, Dean Martin, Ray Charles a Richard Nixon.
V polovině 90. let 20. století se objevil návrh rozšířit červenou linku metra v Los Angeles podél Wilshire Boulevard hlouběji do centra Beverly Hills, nicméně město tento návrh nepodpořilo.

## Geografie

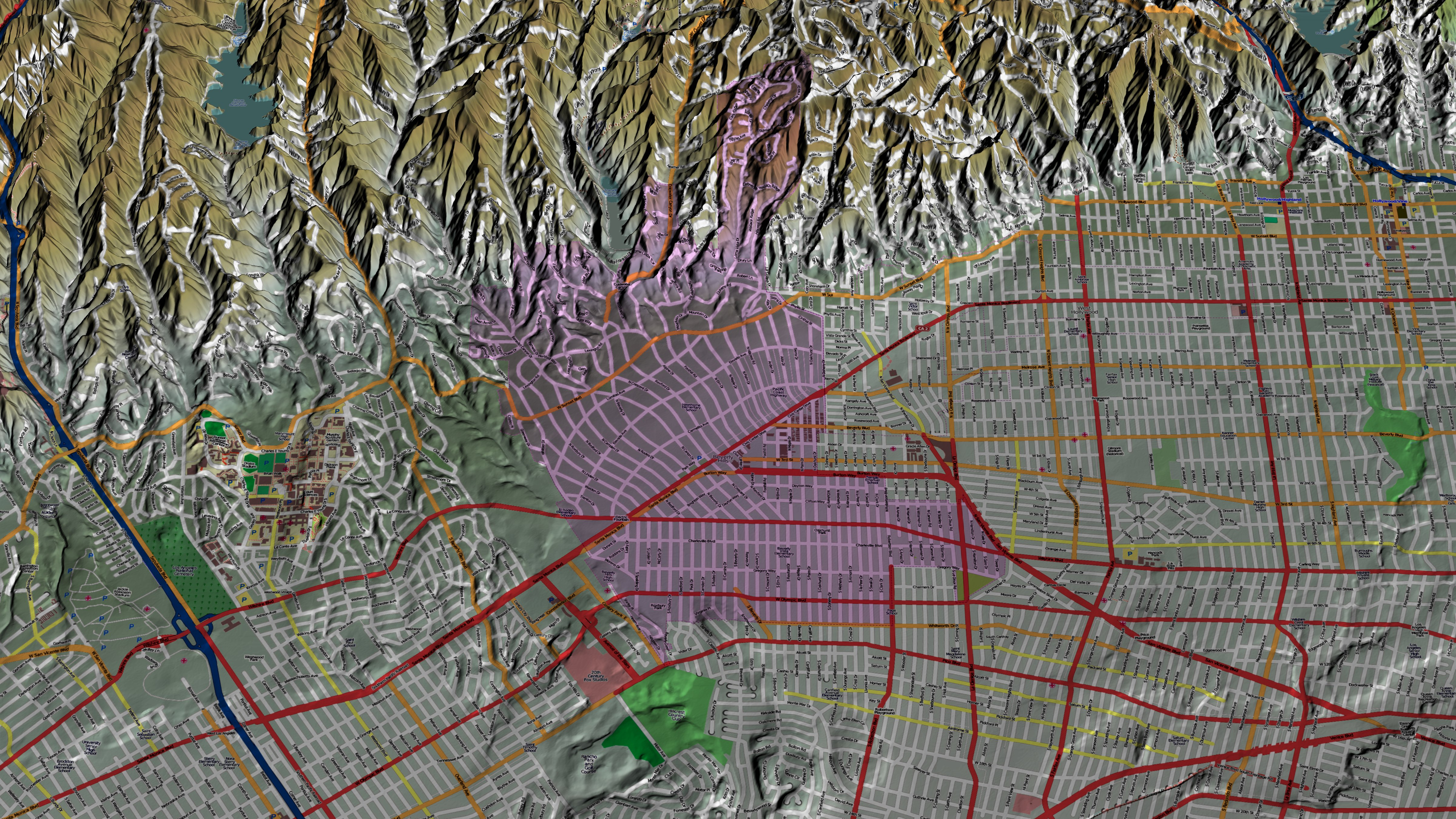
Santa Monica Boulevard je na mapce znázorněn červenou čarou, jež protíná Beverly Hills šikmo a je umístěna cca v polovině města. Druhá důležitá ulice; bulvár Wilshire, je znázorněn od shora třetí červenou čarou

Beverly Hills a přilehlé město West Hollywood jsou společně obklopeny městem Los Angeles. Většina obyvatel žije v  nížině, která je umístěná ve středu města. Domy postavené v kopcích v severní části města jsou podstatně dražší, než domy v této nížině. Santa Monica Boulevard odděluje nížinu na dvě části; jižní a severní koleje. Tento název odkazuje na staré tramvajové koleje společnosti Pacific Electric, které byly kdysi velmi vytížené, a dopravovali osoby z centra Los Angeles až k plážím na Santa Monice. Téměř všechny obchody a úřady jsou v Beverly Hills soustředěny jižně od Santa Monica Boulevard. To je místo, kde se nachází dvě známé stavby města; Beverly Hills Hilton a Beverly Hills Hotel.
Centrum Beverly Hills je v severní části ulice Rodeo Drive, dále je vymezené Santa Monica Boulevard a Wilshire Boulevard. Ve střední části Beverly Hills, na Santa Monica Boulevard, stojí budova radnice Beverly Hills.
Domy jižně od Wilshire bulváru mají typickou městskou architekturu a bývají většinou menší než ty na severu. Na jihu města je více apartmánů nebo bytů, a je to také oblast, v níž jsou ceny domů a bytů nejlevnější.
Své sídlo v Beverly Hills od roku 2011 mají filmová studia Metro-Goldwyn-Mayer.

## Počasí
Beverly Hills má horká léta a příjemně teplé zimy. Průměrná teplota v srpnu je 29,4 °C, v lednu je to pak 19,5 °C. Ročně zde naprší 480 mm dešťových srážek.
Pro léto je zde charakteristický mírný vánek, nicméně některé zimní dny jsou zde chladné, příležitostně doplňovány deštěm. Sníh zde naposledy napadl během zimy 1958.
| Beverly Hills (1982–2012) – podnebí                | Beverly Hills (1982–2012) – podnebí | Beverly Hills (1982–2012) – podnebí | Beverly Hills (1982–2012) – podnebí | Beverly Hills (1982–2012) – podnebí | Beverly Hills (1982–2012) – podnebí | Beverly Hills (1982–2012) – podnebí | Beverly Hills (1982–2012) – podnebí | Beverly Hills (1982–2012) – podnebí | Beverly Hills (1982–2012) – podnebí | Beverly Hills (1982–2012) – podnebí | Beverly Hills (1982–2012) – podnebí | Beverly Hills (1982–2012) – podnebí | Beverly Hills (1982–2012) – podnebí |
| Období                                             | leden                               | únor                                | březen                              | duben                               | květen                              | červen                              | červenec                            | srpen                               | září                                | říjen                               | listopad                            | prosinec                            | rok                                 |
| -------------------------------------------------- | ----------------------------------- | ----------------------------------- | ----------------------------------- | ----------------------------------- | ----------------------------------- | ----------------------------------- | ----------------------------------- | ----------------------------------- | ----------------------------------- | ----------------------------------- | ----------------------------------- | ----------------------------------- | ----------------------------------- |
| Průměrné denní maximum [°C]                        | 19,5                                | 20,2                                | 20,1                                | 21,6                                | 22,2                                | 24,4                                | 27,1                                | 27,6                                | 27,1                                | 25,4                                | 22,1                                | 19,7                                | 23,1                                |
| Průměrná teplota [°C]                              | 14                                  | 14,6                                | 14,7                                | 16,2                                | 17,4                                | 19,5                                | 21,7                                | 22,4                                | 21,7                                | 19,7                                | 16,5                                | 14,2                                | 17,7                                |
| Průměrné denní minimum [°C]                        | 8,6                                 | 9,1                                 | 9,4                                 | 10,8                                | 12,7                                | 14,6                                | 16,4                                | 17,2                                | 16,3                                | 14,1                                | 10,9                                | 8,8                                 | 12,4                                |
| Průměrné srážky [mm]                               | 81                                  | 82                                  | 65                                  | 24                                  | 5                                   | 1                                   | 0                                   | 3                                   | 7                                   | 8                                   | 46                                  | 52                                  | 374                                 |
| Zdroj: https://en.climate-data.org/location/16044/ |                                     |                                     |                                     |                                     |                                     |                                     |                                     |                                     |                                     |                                     |                                     |                                     |                                     |

## Významné ulice a budovy města

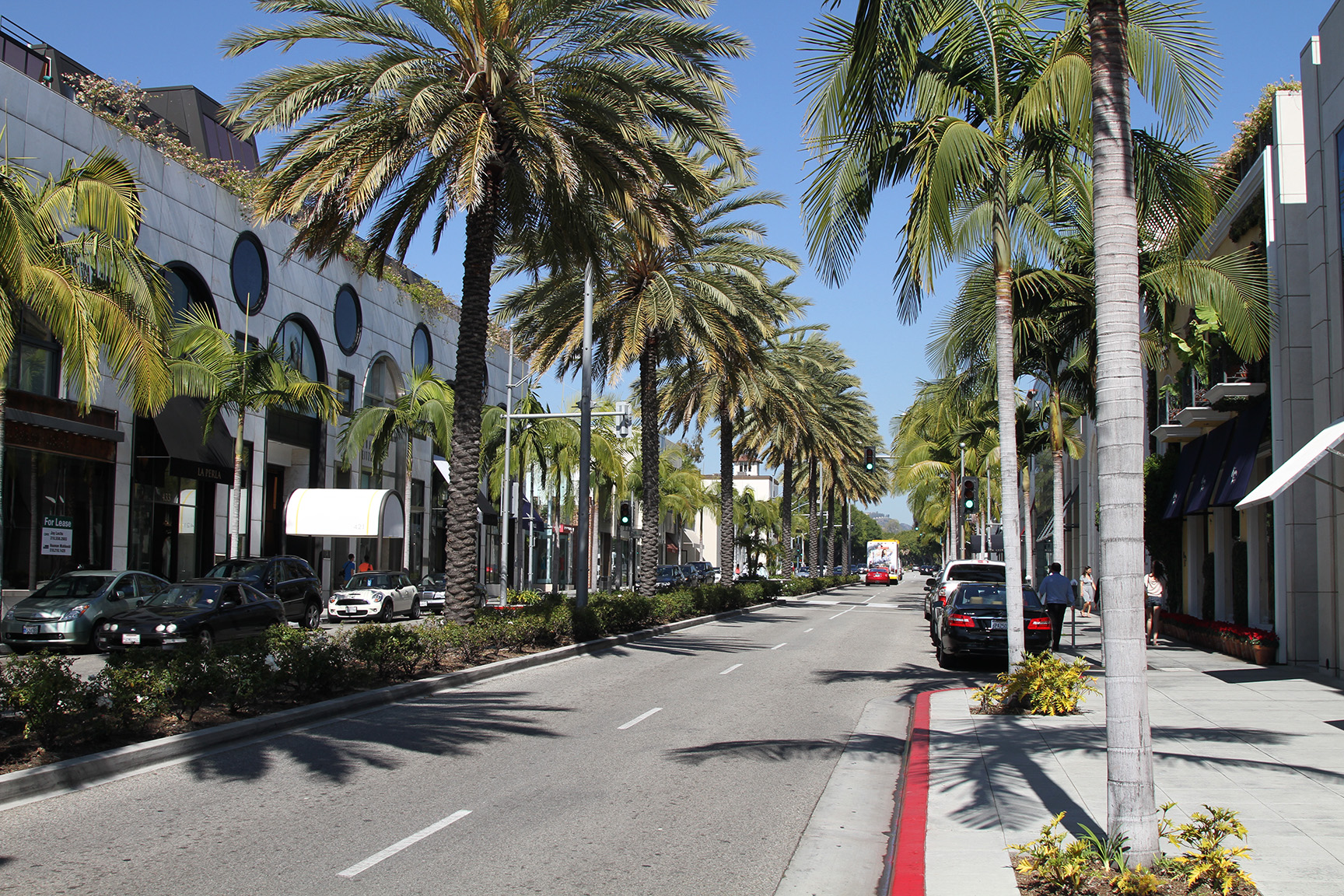
Rodeo Drive

Rodeo Drive je tři kilometry dlouhá ulice plná luxusních obchodů. Její severní konec je na křižovatce se slavným „Sunset Boulevard“. Obchodní oblast, která obklopuje Rodeo Drive, je známa jako “Golden Triangle“. Za otce Rodeo Dive je považován Fred Hayman, který zde roku 1967 otevřel první high-end butik.
Socha na jižním konci Rodeo Drive se jmenuje Rodeo Drive Walk of Style. Socha je zde umístěna od roku 2003. Nápad vztyčit zde sochu přišel od samotného otce Rodeo Drive Freda Haymana.
The Beverly Hills Hotel se nachází na bulváru Sunset, a je to jeden z nejikoničtějších hotelů světa. Hotel je často asociován s hollywoodskými herci, hudebními hvězdami a jinými celebritami. Hotel má 208 pokojů a patří k němu 28 domků; všechny mají fasádu natřenu na broskvově růžovou barvu s prvky zelené, což je tradiční barva hotelu. Beverly Hills Hotel byl postaven roku 1912, což bylo ještě před povýšením osady na město. Původními majiteli byli bohatá vdova Margaret J. Anderson a její syn Stanley S. Anderson.

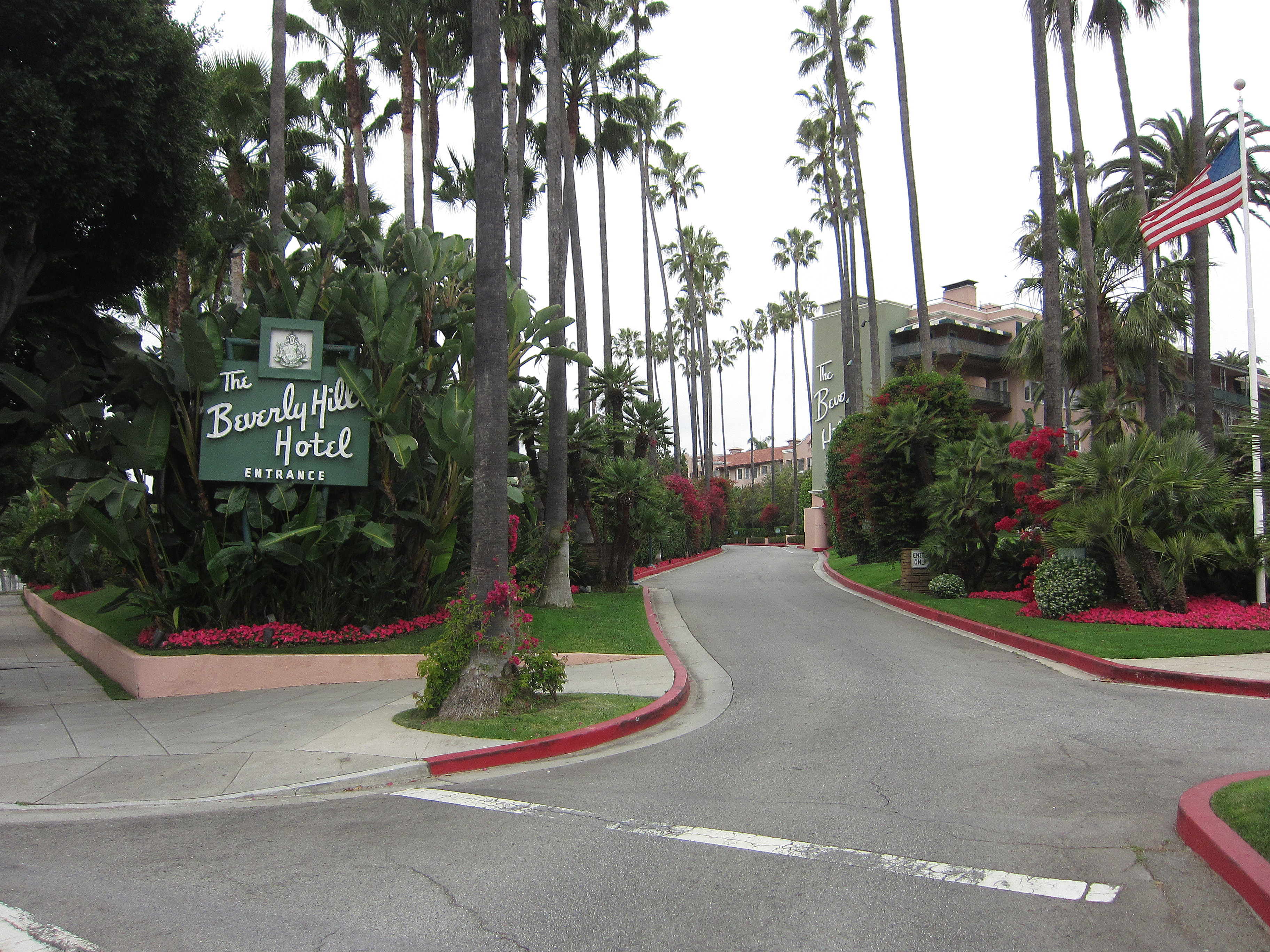
The Beverly Hills Hotel

Beverly Hills City Hall je radnice a historická památka města. Radnice je obklopena bulváry North a South Santa Monica, North Roxford Drive a North Crescent Drive, přičemž hlavní vchod do radnice se nachází na North Roxford Drive. Zprvu byly pro potřeby správy města používány prostory hotelu Beverly Hills. Od poloviny dvacátých let se radnicí stala dvoupodlažní budova na Burton Way. Současná radnice byla dokončena roku 1932. Budovu navrhovali designéři a architekti William J. Gage a Harry O. Koerner. Radnice byla postavena ve španělském koloniálním stylu jako upomínka na skutečnost, že Kalifornie kdysi patřila do Španěly ovládaného, posléze samostatného Mexika. Ve stejném roce (1932) ji noviny Los Angeles Times nazvaly „nejdražší a nejokázalejší radnicí široko daleko.“ Roku 1982 budova radnice prošla rozsáhlou rekonstrukcí.
Beverly Hills Civic Center je rozlehlá veřejná prostora, která slouží jako hlavní náměstí Beverly Hills. Civic Center bylo vybudováno roku 1982 při rekonstrukci radnice, v jejíž bezprostřední blízkosti se nachází.
Beverly Hills Financial Center je budova, jež se nachází na bulváru Wilshire. Stavba je vysoká 42 metrů.
Anderson Court Shops je stavba, kterou roku 1952 dokončil slavný americký architekt Frank Lloyd Wright. Byla to jeho poslední stavba v Los Angeles a jeho okolí. Tato budova je poměrně malé třípatrové obchodní centrum. Nabízí zde své zboží pouze šest společností.
Elektrická fontána je vodní fontána ve městě. Nachází se na křižovatce bulvárů Santa Monica a Wilshire. Fontána zde vznikla začátkem 30. let minulého století.
Wilshire Beverly Center je pamětihodnost, která se nachází na rohu bulvárů Wilshire a Beverly Drive. Tato devítipatrová budova byla postavena roku 1962. V podzemí budovy je upomínka na panickou hrůzu z eventuálního nukleárního útoku Sovětského svazu na Spojené státy, která panovala v 60. letech 20. století, jelikož je zde obrovská místnost, ve které se může ukrývat až 4000 lidí po dobu až 14 dní.

## Demografie
K roku 2010 zde žilo 34 109 obyvatel. Hustota obyvatel je zde 2306 osoby/km². Rasová pestrost je následující:
- 28 112 (82,4 %) bílých
- 746 (2,2 %) černých
- 48 (0,1 %) původních Američanů
- 3 032 (8,9 %) Asiatů
- 12 (0,01 %) tichomořských ostrovanů
- 485 (1,4 %) ostatních ras

## Beverly Hills v kultuře
Město se vyskytuje v různých filmech a televizních seriálech. Mezi ně patří snímky Policajt v Beverly Hills (1984), Policajt v Beverly Hills II (1987), Policajt v Beverly Hills III (1994) a Čivava z Beverly Hills (2008) či seriál Beverly Hills 90210 (1990–2000). Beverly Hills bylo také součástí videohry Grand Theft Auto V (2013)

## Fotogalerie

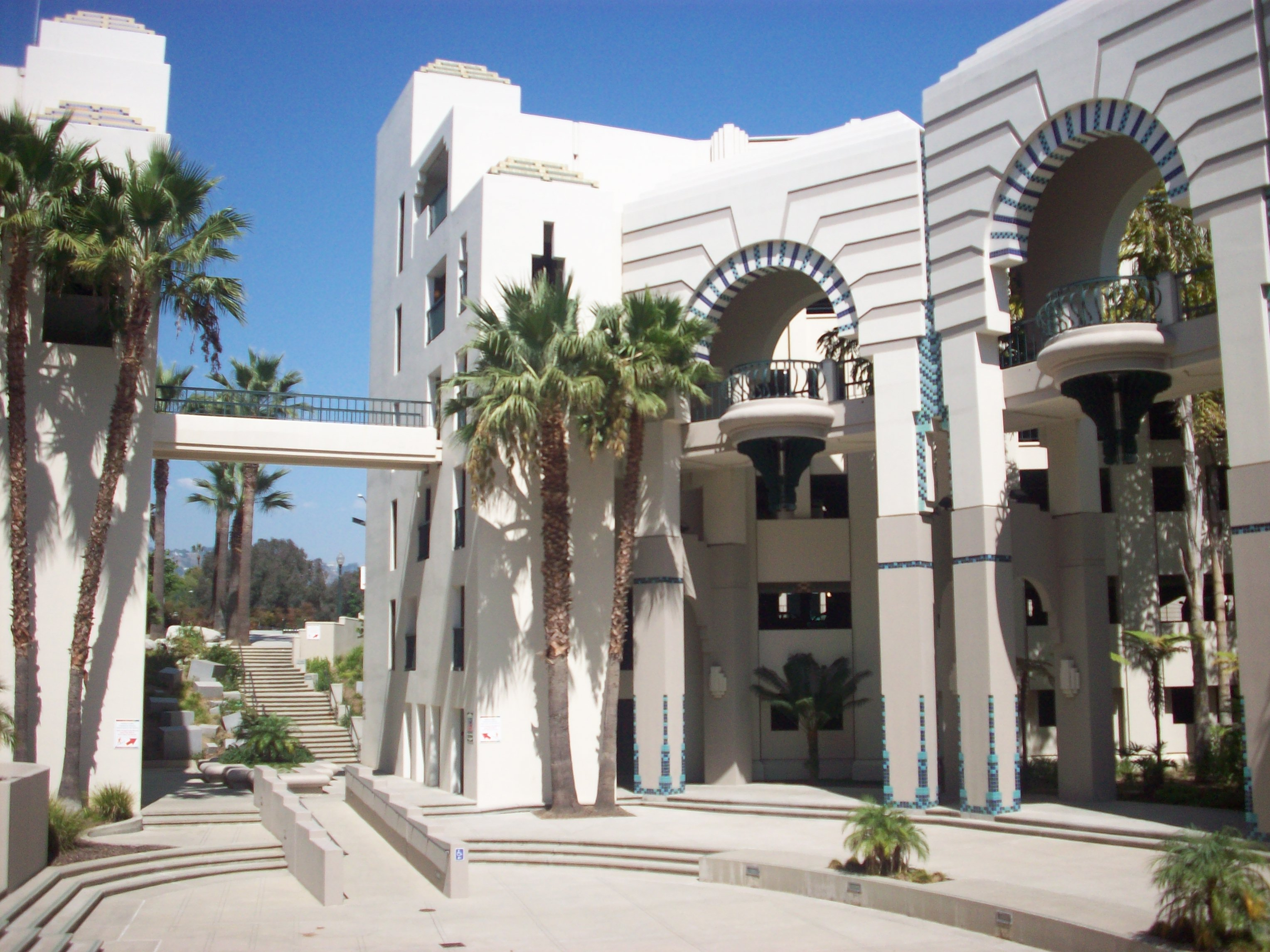
Beverly Hills Civic Center
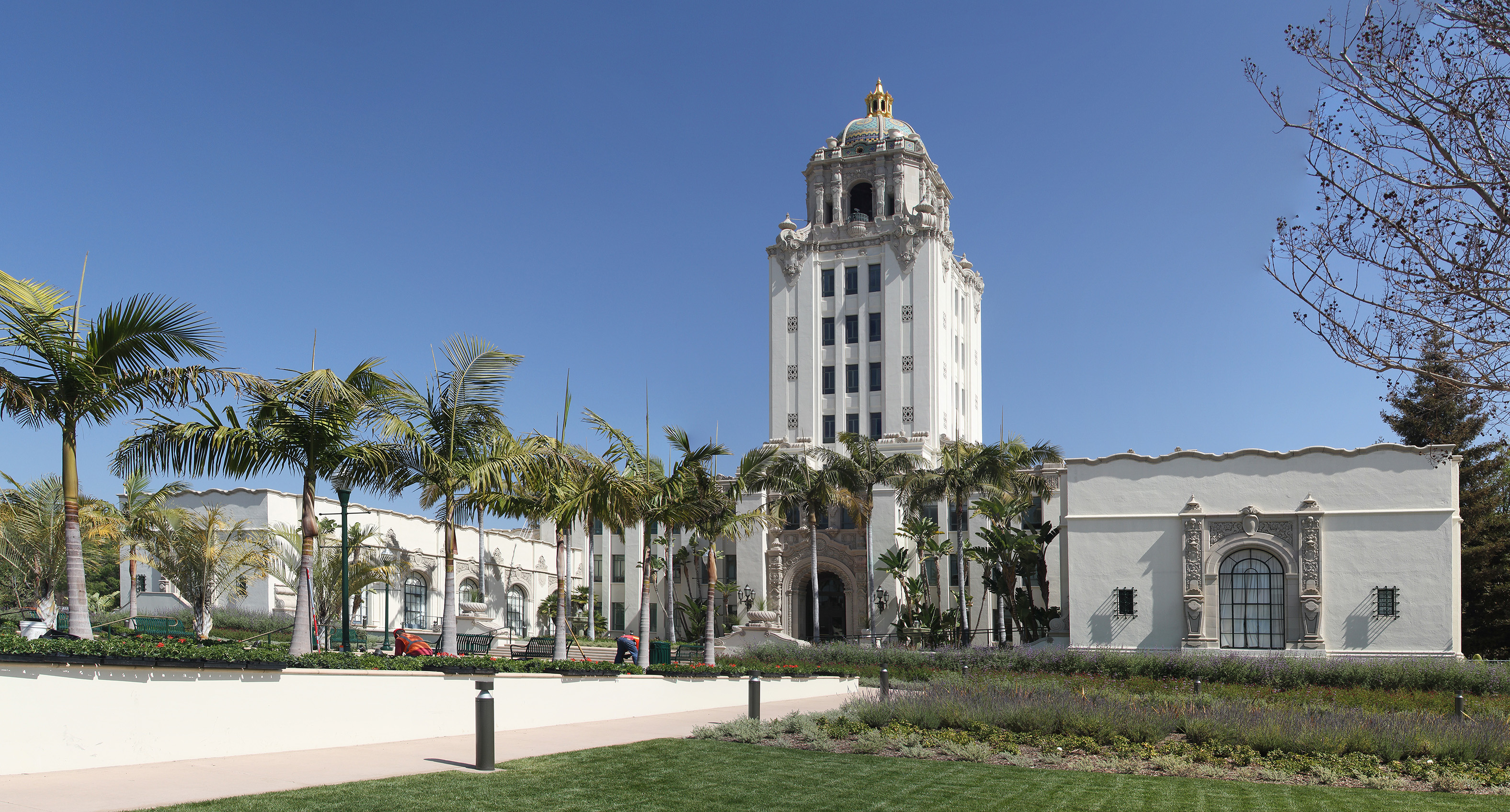
Radnice
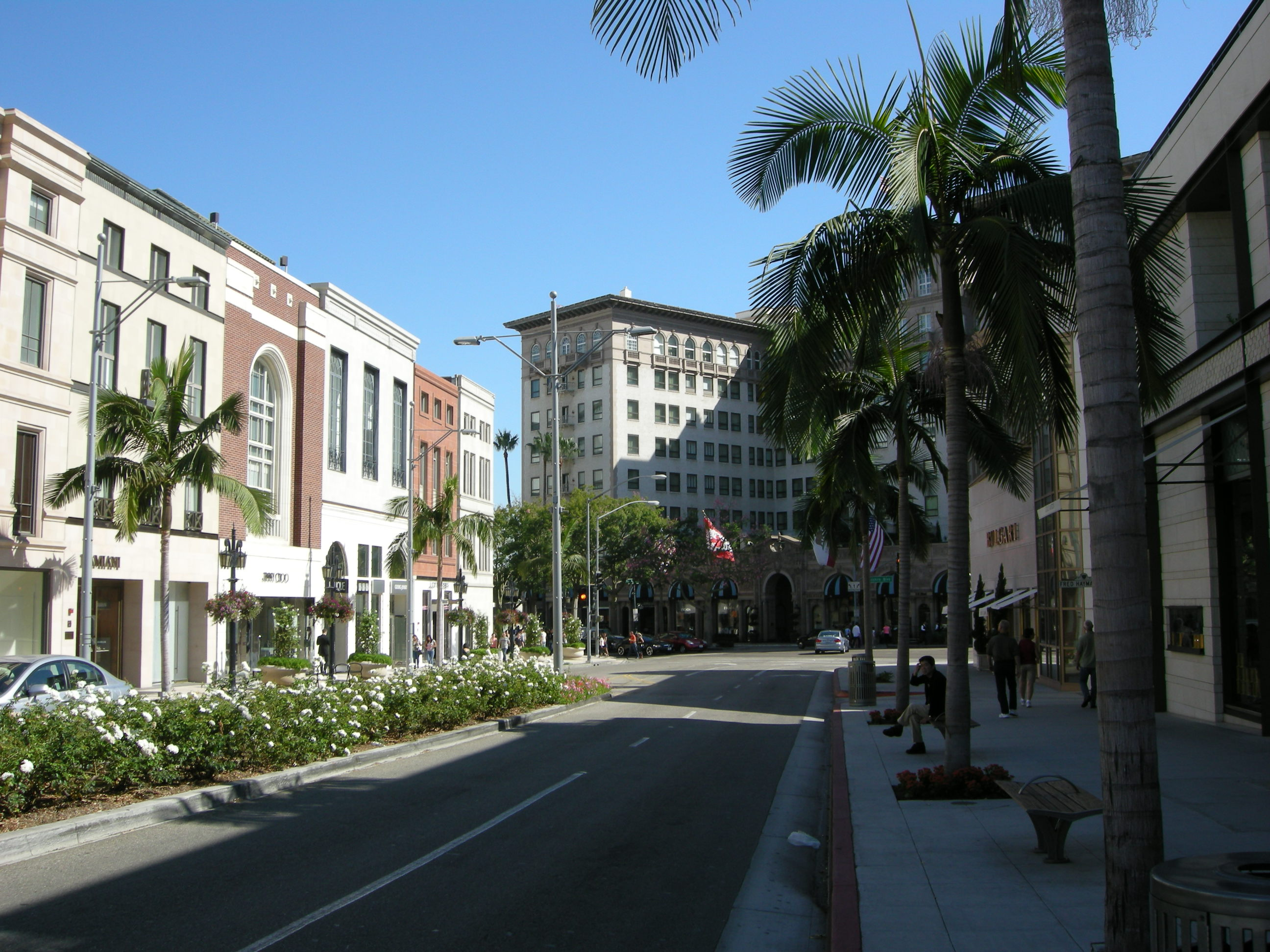
Rodeo Drive na svém jižním konci. V pozadí lze vidět Wilshire Beverly Hotel
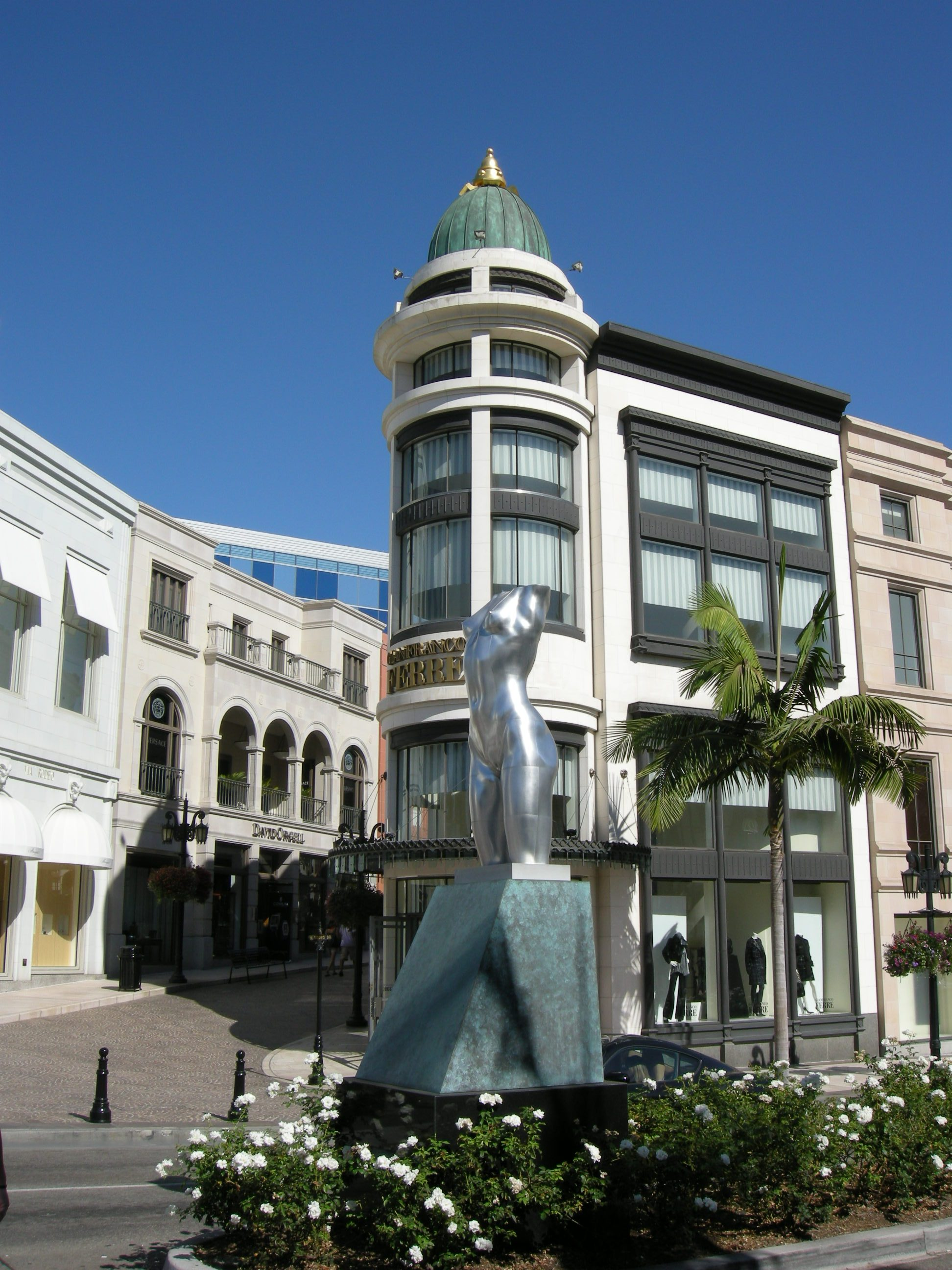
Rodeo Drive Walk of Style
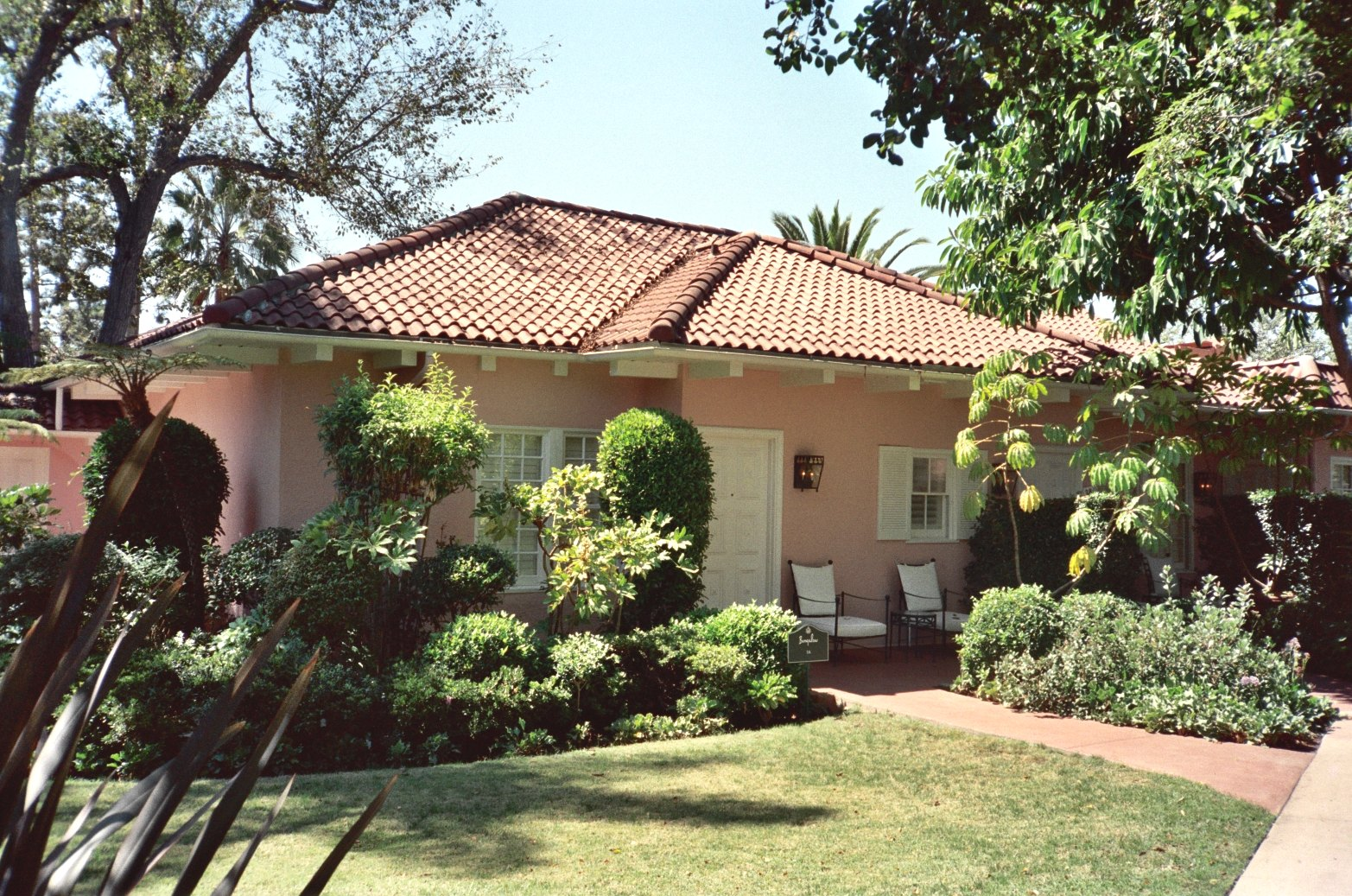
Chatka uvnitř hotelového komplexu The Beverly Hills Hotel
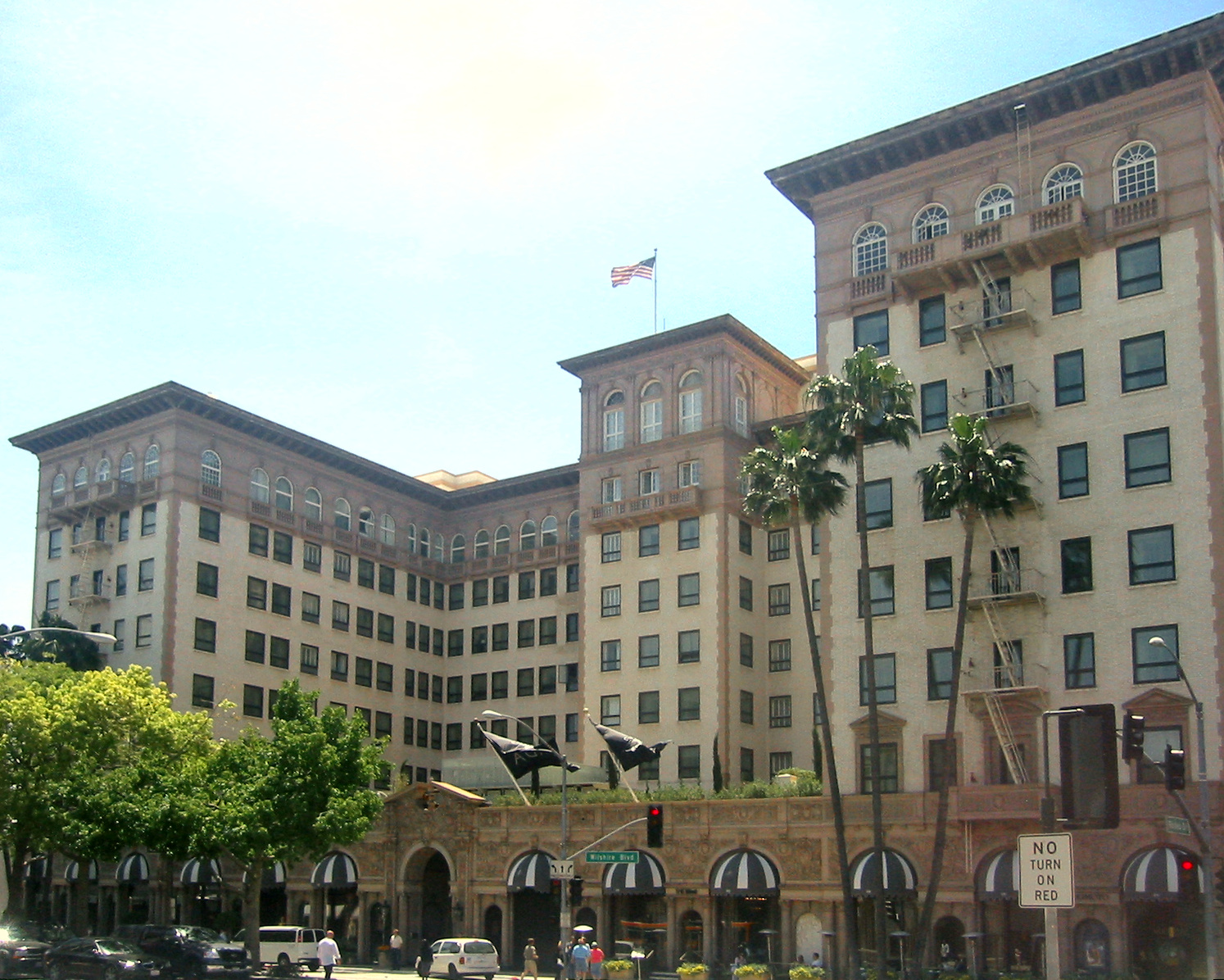
Wilshire Beverly Hotel
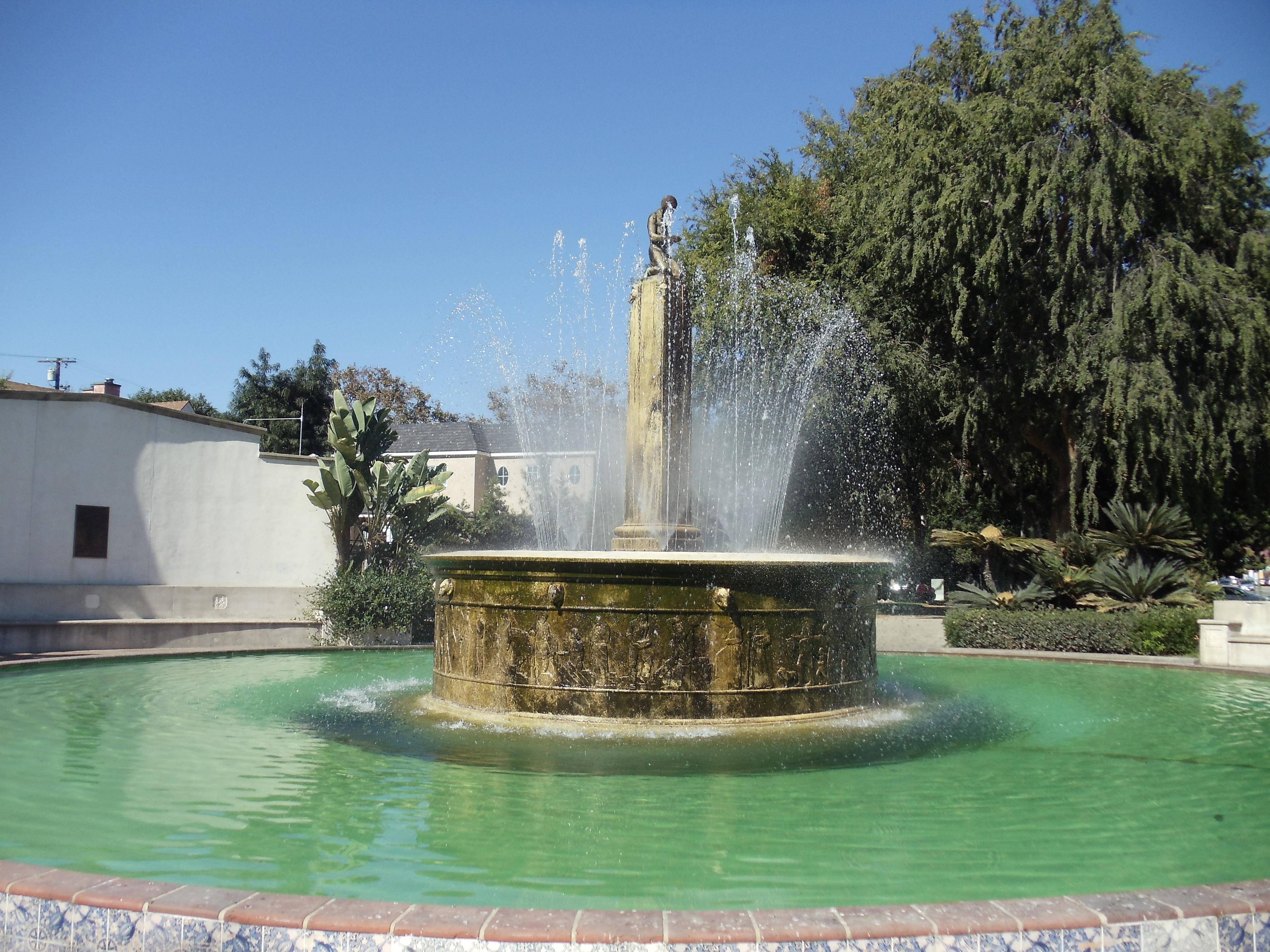
Elektrická fontána
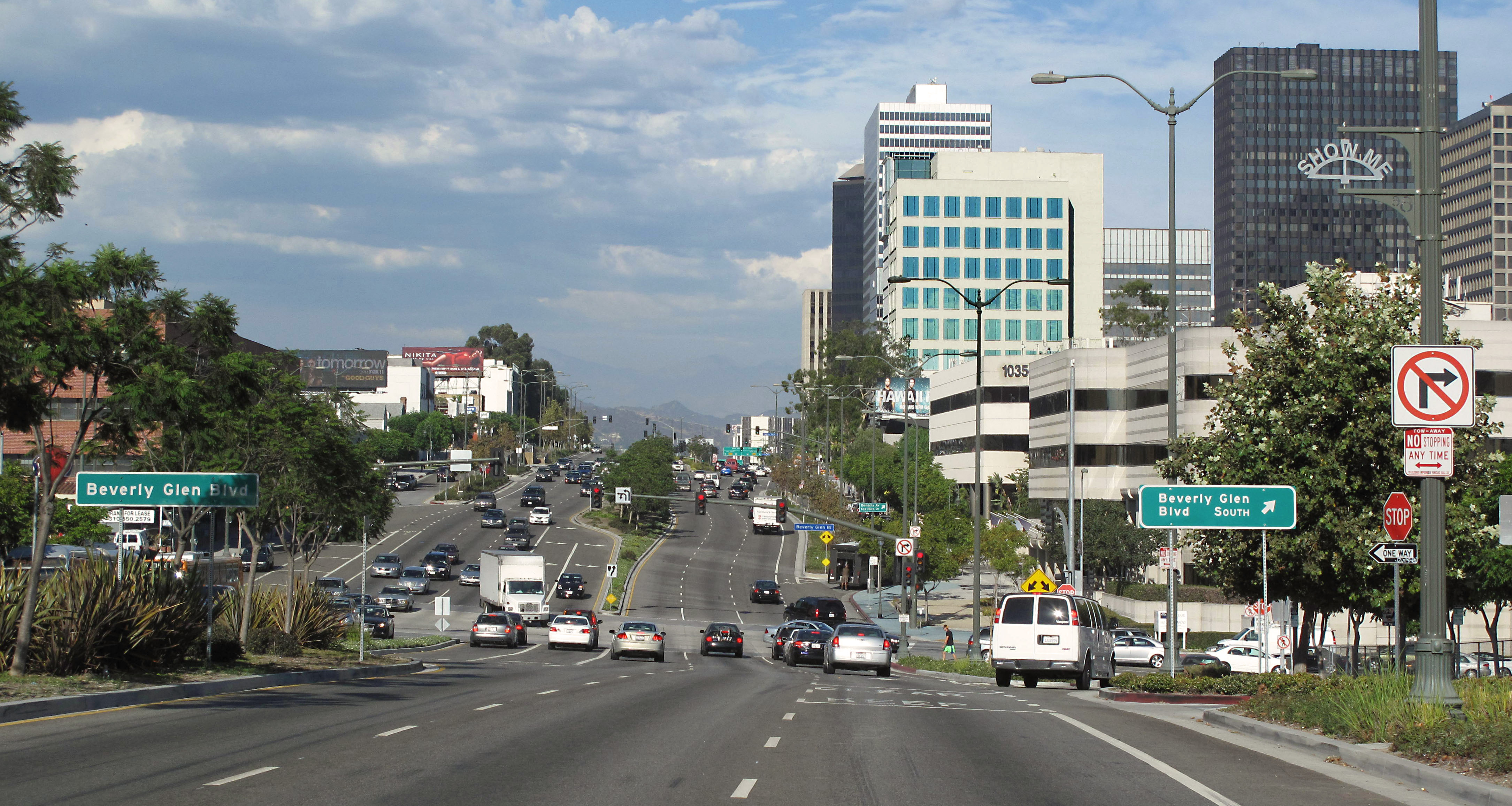
Santa Monica Boulevard
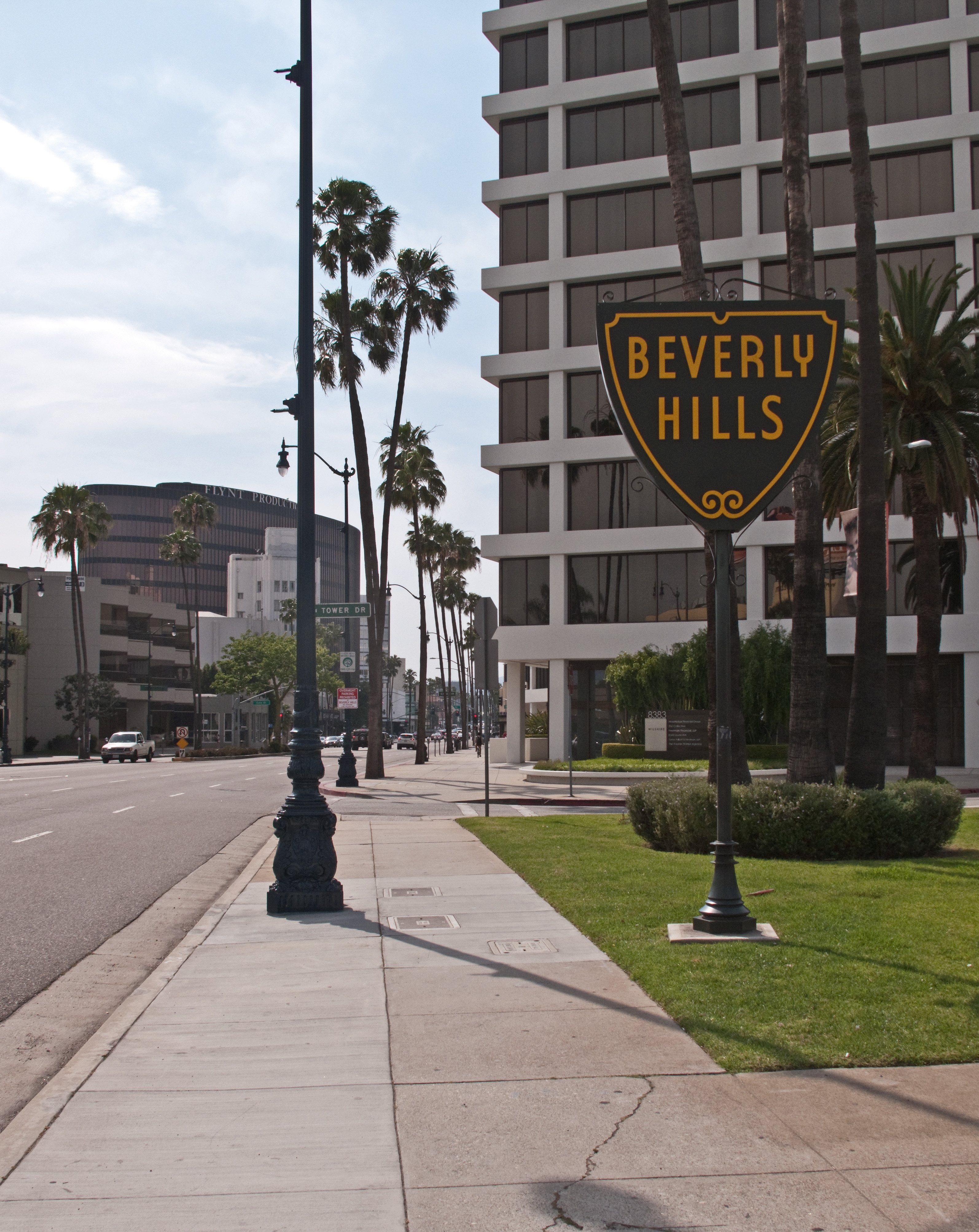
Uvítací cedule na Wilshire Boulevard
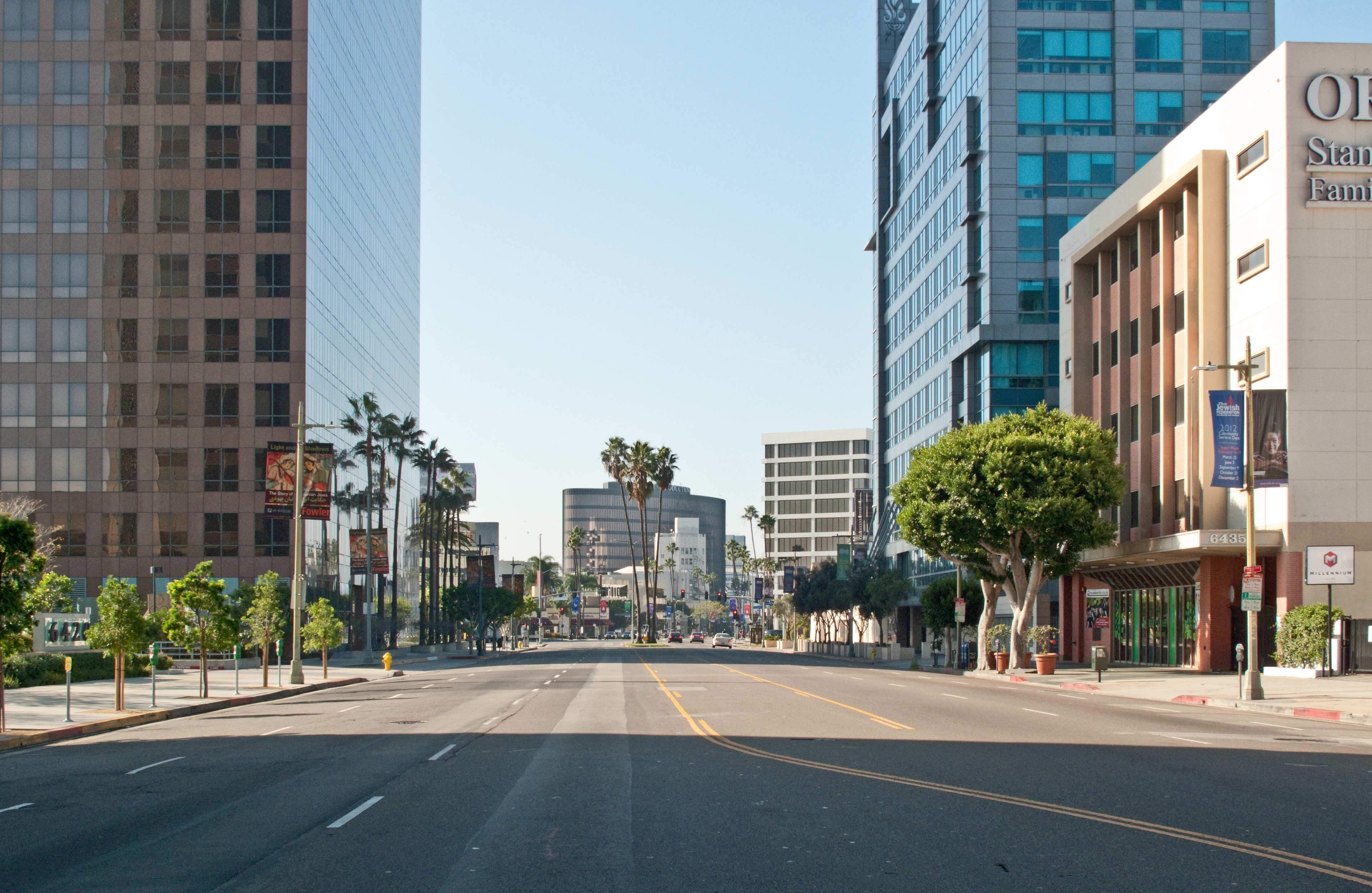
Wilshire Boulevard
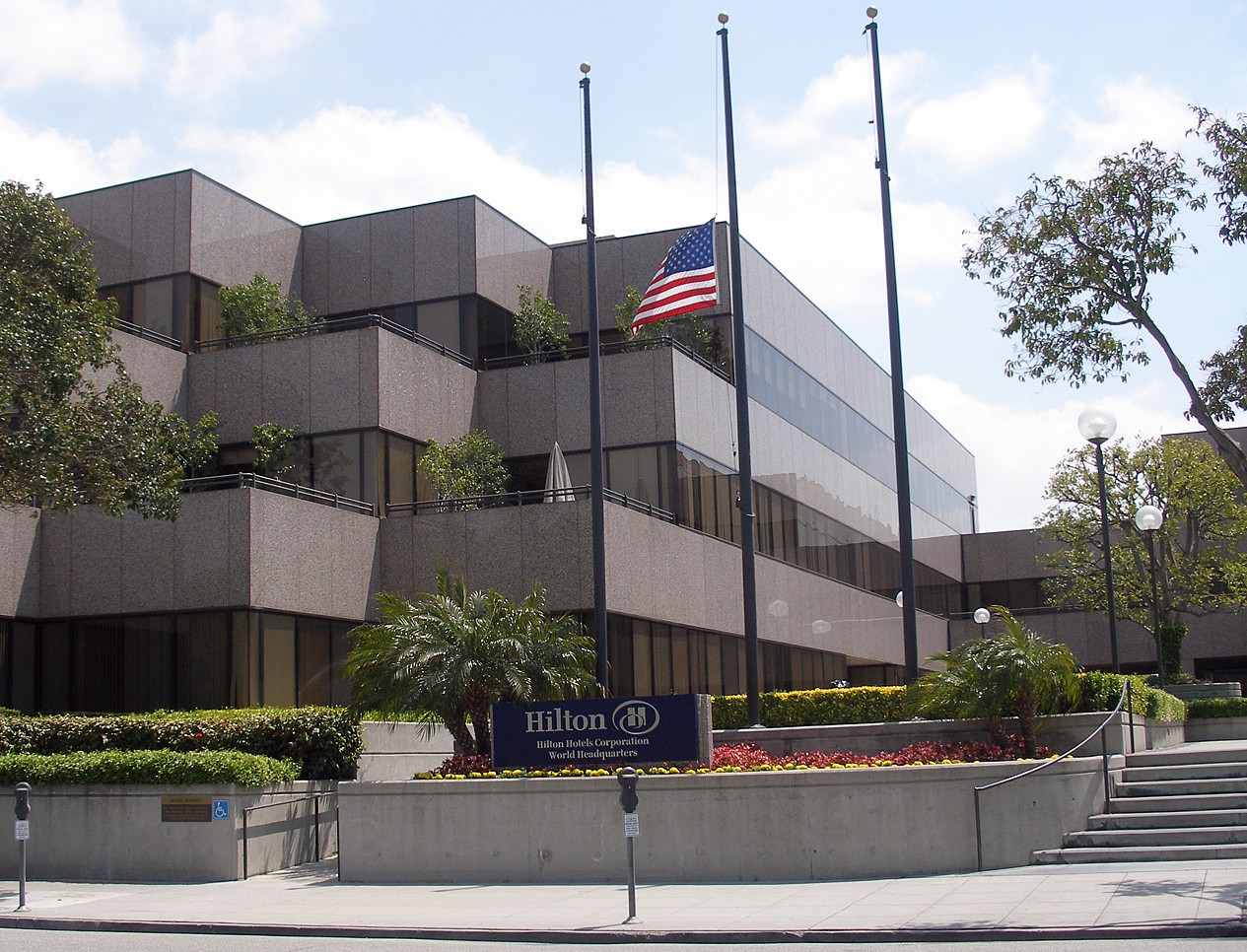
Dnes již bývalá centrála hotelů Hilton
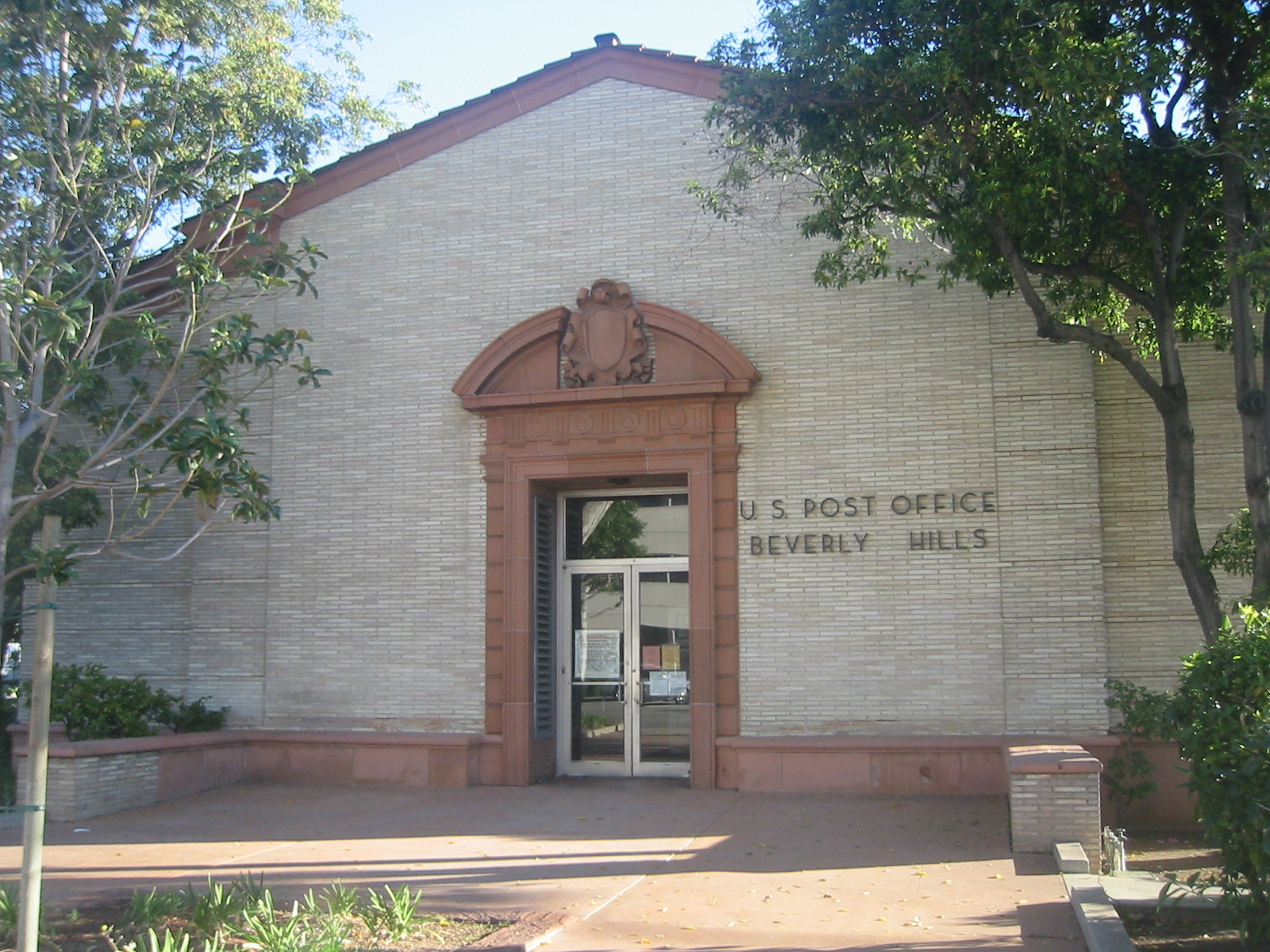
Místní poštovní úřad
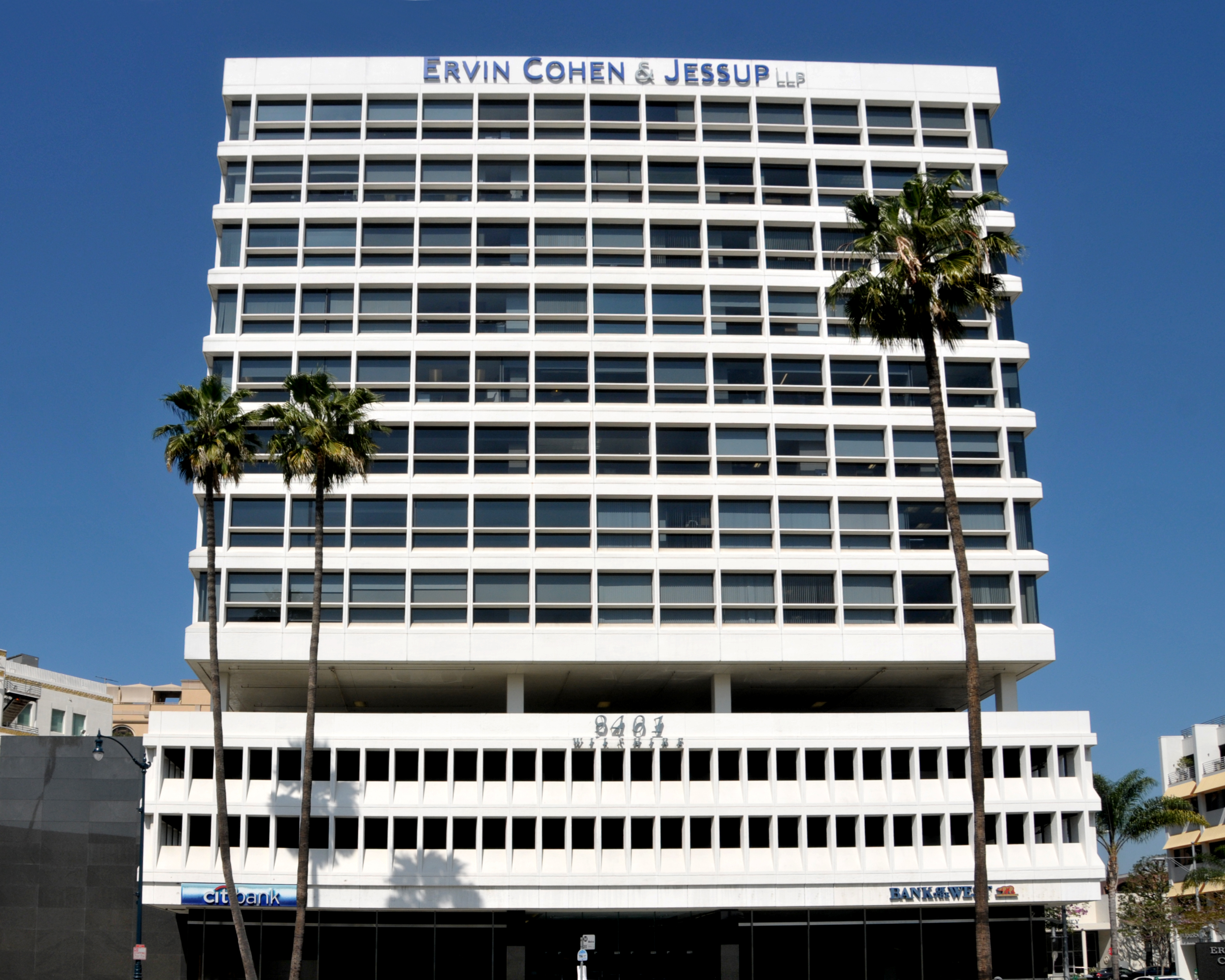
Beverly Hills Financial Center
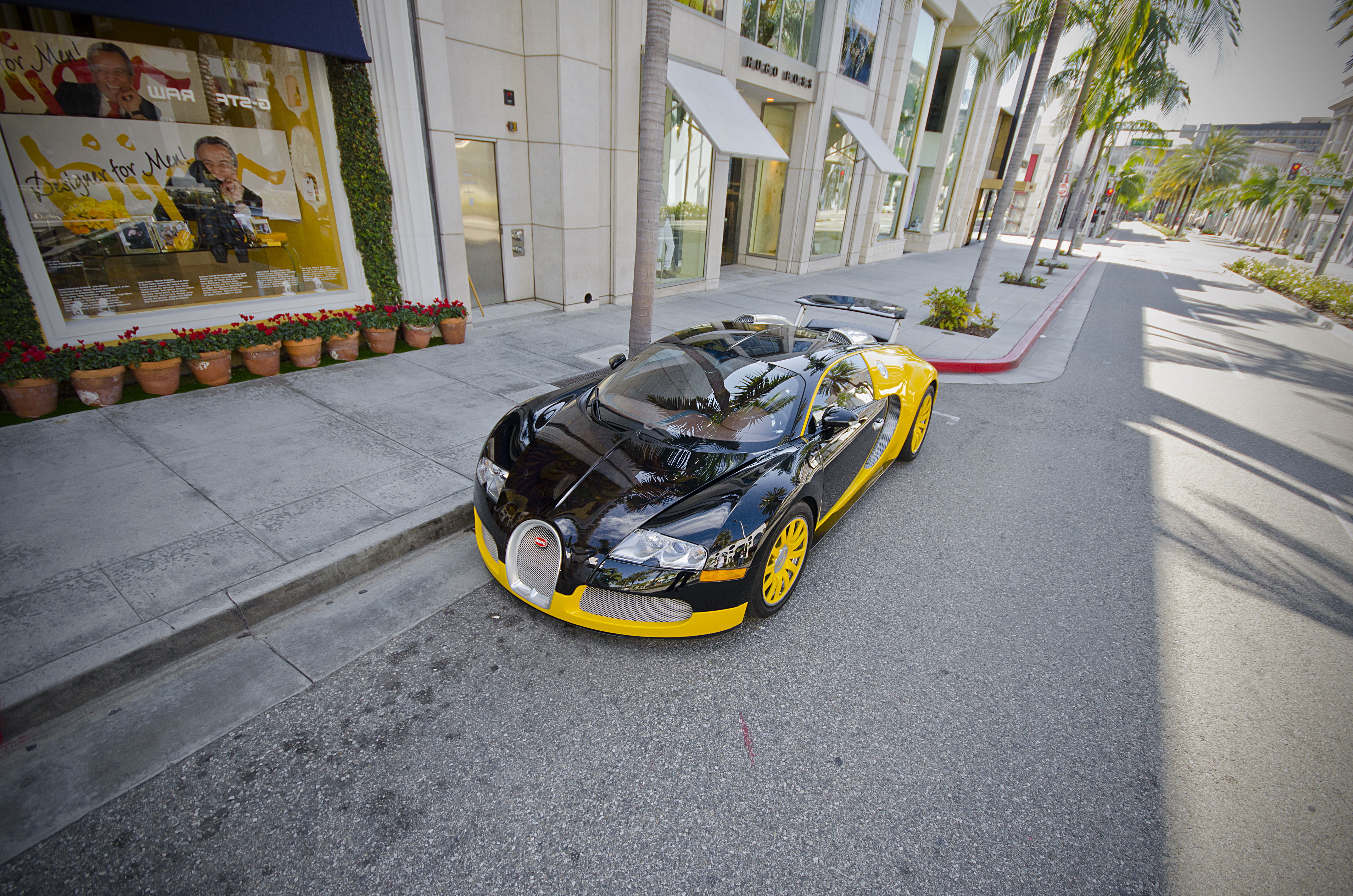
Bugatti Veyron na Rodeo Drive

## Partnerská města
- Cannes, Francie